# فردریک اشورث
فردریک اشورث (انگلیسی: Frederick Ashworth؛ زاده ۲۴ ژانویهٔ ۱۹۱۲ درگذشته ۳ دسامبر ۲۰۰۵) یک فرد نظامی بود.